# Donja Vrežina
Donja Vrežina (izvirno srbsko Доњи Врежина) je naselje v Srbiji, ki upravno spada pod Občino Pantelej; slednja pa je del Niškega upravnega okraja.